# Фросін Олексій Михайлович
Олексій Михайлович Фросін (рос. Алексей Михайлович Фросин, нар. 14 лютого 1978, Москва, Росія) — російський фехтувальник на шаблях, олімпійський чемпіон (2000 рік), триразовий чемпіон світу, шестиразовий чемпіон Європи.

## Виступи на Олімпіадах
| Олімпіада   | Дисципліна          | Місце |
| ----------- | ------------------- | ----- |
| Сідней 2000 | індивідуальна шабля | 6     |
| Сідней 2000 | командна шабля      | 1     |